# سیارک ۵۸۷۰۷
سیارک ۵۸۷۰۷ (به انگلیسی: 58707 Kyoshi، نامگذاری:1998CS) پنجاه و هشت هزار و هفتصد و هفتمین سیارک کشف شده‌است که در ۲ فوریه ۱۹۹۸ کشف شد.